# Yi Il
Yi Il foi um distinto general coreano que viveu de 1538 até 1601.

## Biografia
Yi Il nasceu em 1538. Em 1558, com 20 anos, Yi passou o exame militar (무과, 武科) e serviu como Jeollajwasusa (전라좌수사) e Gyeongwonbusa (경원부사). Em 1583, quando os Jurchens que se revoltaram contra o governo Joseon em Hoeryeong, Yi repeliu as forças rebeldes. Em 1586, com os Jurchens a se revoltarem novamente, ele varreu a base das forças rebeldes como Hoeryeong Busa (회령부사), e Yi se tornou Hambuk Byeongmajeoldosa (함북병마절도) graças à sua contribuição e engenho militar. Yi atacou os Jurchens em vingança pela sua invasão e, no ataque, matou cerca de 380 soldados dos Jurchens e queimou cerca de 200 casas. Em 1589, Yi discutiu a defesa nacional na fronteira com Shin Rip e Jung Eon-sin como Jellabyeongsa (전라병사). Yi também expandiu o Jeseungbangryak (제승방략), o principal livro sobre estratégia militar na dinastia Joseon. Em 1592, quando a Guerra Imjin ocorreu, Yi era Sunbyeonsa (순변사). No dia 24 de Abril de 1532, Yi lutou contra o Japão na Batalha de Sangju. Nesta batalha, Yi organizou uma unidade de cerca de 800 soldados, apesar de eles estarem desestruturados. Yi começou a treinar com eles no dia 25 de Abril. Mais tarde, eles foram derrotados pelo Japão em um ataque surpresa. Yi tinha fugido para Chungju e encontrou-se com Shin Rip. Shin Rip tentou matar Yi, mas Yi não foi morto porque Kim Yeo-mul impediu-o. Yi participou na batalha de Chungju com Shin Rip e ele foi derrotado, voltando para trás para a província de Pyongan mais uma vez. Yi contribuiu para recapturar Pyeongyang com as forças de Ming, saíndo vitorioso no Cerco de Pyongyang no dia 8 de Janeiro de 1593. Mais tarde, ele treinou as forças militares e, quando Hanyang foi recapturada e Hulleondogam (훈련 도감) foi fundada, tornou-se Ubyeon Pododaejang (우변포도 대장), concentrando-se no treino de soldados como Jwajisa (좌 지사). Yi, depois de resolver a rebelião de Song Yu-jin como Sunbyeonsa (순변사), em 1601, morreu em Jeongpyeong enquanto estava a ser transportado sob uma suspeita de assassinato.